# Valdecabras
Valdecabras es una localidad española del municipio de Cuenca, perteneciente a la provincia de Cuenca, en la comunidad autónoma de Castilla-La Mancha.

## Geografía
Se considera un barrio pedáneo de Cuenca. Contaba con una población censada de 53 habitantes en 2023 (INE).

## Historia
A mediados del siglo XIX, la villa, por entonces con ayuntamiento propio, tenía contabilizada una población de 183 habitantes. Aparece descrita en el decimoquinto volumen del Diccionario geográfico-estadístico-histórico de España y sus posesiones de Ultramar de Pascual Madoz de la siguiente manera:

VALDECABRAS: v. con ayunt. en la prov., dióc. y part. de Cuenca (2 leg.), aud. terr. de Albacete (15) y c. g. de Castilla la Nueva (Madrid 26). sit. en un valle y entre dos cerros á la márg. der. de un pequeño arroyo; combatido por los vientos E. y S., con clima algo frio y poco propenso á enfermedades. Consta de 34 casas que forman calles irregulares y empedradas; para surtido del vecindario hay buenas aguas; la igl. parr. bajo la advocacion de Ntra. Sra. de la Asuncion, está servida por un cura de entrada y un teniente para los anejos de Buenache y Verdelpino. El térm. confina por N. con el de Villalba de la Sierra; E. sierra de Cuenca y Uña; S. Cuenca y Buenache, y O. Verdelpino de Cuenca: su terreno es muy quebrado y á escepcion de 155 fan. de tierra destinadas al cultivo, lo demas está poblado de pinos y otros arbustos; es pedregoso y de secano, no obstante cruzar por él un pequeño arroyo que desagua en el Júcar por los llanos de Verdelpino: los caminos son locales y en malísimo estado. prod., trigo muy poco, centeno, cerezas, ciruelas y peras; se cria ganado lanar, cabrio y vacuno, pero en corto número, y mucha caza mayor, liebres, perdices y conejos. ind.: la agrícola, y un molino harinero. comercio: la venta del escaso sobrante de sus productos. pobl.: 46 vec., 183 alm. cap. prod.: 714,640 rs. imp.: 35,727: el presupuesto municipal asciende á 1,056 rs. y se cubre con el producto de las fincas de propios y el déficit por reparto vecinal.
Esta v. fue del señ. del marqués de Ariza, quien cobra 265 rs. de canon anual.
(Madoz, 1849, p. 268)

El municipio de Valdecabras desapareció en 1976, al ser incorporado al de Cuenca.

## Demografía
| Gráfica de evolución demográfica de Valdecabras entre 1842 y 1970 |
| |
| Población de derecho según los censos de población del INE Población de hecho según los censos de población del INEEntre el censo de 1857 y el anterior, crece el término del municipio porque incorpora a Uña Entre el censo de 1930 y el anterior, disminuye el término del municipio porque independiza a Uña Entre el censo de 1981 y el anterior, este municipio desaparece porque se integra en el municipio Cuenca |

La mayoría de la población es de avanzada edad, aunque en verano puede triplicar su población ya que muchas de las personas que dejaron el pueblo regresan durante las vacaciones para las fiestas patronales, las cuales son en honor a San Roque y se celebran desde el 15 al 18 de agosto. La procesión es el día 16.

## Patrimonio
Sus casas son típicas construcciones de planta baja y una planta superior. También existen las "tinadas" en donde se guardan y se refugian las pocas ovejas que quedan en el pueblo. 
Entre sus edificios se encuentra la iglesia de Nuestra Señora de la Asunción, la cual tiene en su interior un bello retablo renacentista contratado en 1534 por los pintores Gonzalo de Castro y Martín Gómez el Viejo. Es de una sola nave, con una bóveda de artesonado de madera, y sobre el altar mayor bóveda ojival con nervios en cuyos extremos destacan los escudos de las familias que sufragaron su construcción.